# Truy cập có điều kiện
Truy cập có điều kiện là một cụm từ xuất phát từ tiếng Anh "Conditional Access".
Khái niệm này xuất phát từ lĩnh vực truyền hình và hiện tại có lẽ áp dụng chủ yếu cũng trong lĩnh vực này.

## Định nghĩa
Truy cập có điều kiện là một biện pháp bảo vệ nội dung bằng việc yêu cầu đáp ứng một tiêu chí chuẩn nào đó trước khi cấp quyền truy cập tới nội dung đó.

## Các ví dụ về truy cập có điều kiện
Tại Việt Nam, bạn muốn xem truyền hình cáp Việt Nam (VTV Cab) với nhiều kênh hay bạn cần một đầu thu để giải mã các kênh này. Tương tự, với truyền hình số vệ tinh (DTH) bạn cũng cần một đầu thu để giải mã các kênh bị khóa mã.
Như vậy, muốn truy cập vào nội dung những kênh truyền hình bị khóa mã, bạn cần có "chìa khóa" để giải mã nó.

## Lịch sử
Vào những năm 1940, tại Mỹ, nhiều công ty truyền hình Cáp bắt đầu cung cấp nội dung truyền hình có trả tiền (khác với truyền hình quảng bá - người xem không phải trả tiền). Việc đó đòi hỏi chỉ những máy thu hình nào trả tiền mới xem được chương trình. Để thực hiện việc này, tại máy phát, người ta xáo trộn tín hiệu khiến cho tại đầu thu, người xem phân biệt được rõ ràng các chương trình. Thường thì, để "câu khách", các nhà cung cấp truyền hình chỉ xáo trộn tín hiệu sao cho chất lượng hình ảnh và âm thanh giảm đi đôi chút khiến họ vẫn có thể biết được chương trình đang phát nhưng thấy khó chịu khi không cảm nhận hết cái hay của nó.
Để thu được tín hiệu đã bị xáo trộn, người xem cần mua một đầu thu giải mã và thẻ giải mã.